# Diocesi di Essen
La diocesi di Essen (in latino Dioecesis Essendiensis) è una sede della Chiesa cattolica in Germania suffraganea dell'arcidiocesi di Colonia. Nel 2021 contava 778.470 battezzati su 2.545.540 abitanti. È retta dal vescovo Franz-Josef Overbeck.

## Territorio
La diocesi è collocata nella Germania centro-occidentale, nello stato federato della Renania Settentrionale-Vestfalia e più precisamente nella regione della Ruhr.
Sede vescovile è la città di Essen, dove si trova la cattedrale della Santissima Trinità. Nel quartiere Werden di Essen sorge la basilica minore di San Ludgero, già chiesa abbaziale di Werden.
Il territorio si estende su 1.890 km² ed è suddiviso in 42 parrocchie, raggruppate in 8 decanati urbani e 2 decanati rurali: Bochum-Wattenscheid, Bottrop, Duisburg, Essen, Gelsenkirchen, Gladbeck, Mülheim an der Ruhr, Oberhausen, Altena-Lüdenscheid e Hattingen-Schwelm.

## Storia
La diocesi è stata eretta il 23 febbraio 1957 con la bolla Germanicae gentis di papa Pio XII, ricavandone il territorio dalle arcidiocesi di Colonia e di Paderborn e dalla diocesi di Münster. L'erezione della diocesi faceva seguito alla convenzione stipulata tra la Santa Sede e il land della Renania Settentrionale-Vestfalia del 19 dicembre precedente.
L'8 luglio 1959, con la lettera apostolica Essendiae in urbe, papa Giovanni XXIII ha proclamato la Beata Maria Vergine, venerata con il titolo di Madre del Buon Consiglio e di Goldene Madonna, patrona principale della diocesi.
Il 25 ottobre 1959 è stato istituito il capitolo dei canonici della cattedrale con la bolla Solet apostolica di papa Giovanni XXIII.
La diocesi ha subito alcune lievi variazioni territoriali nel 1960 e nel 2007, con l'annessione di due parrocchie dalle arcidiocesi di Colonia e di Paderborn.

## Cronotassi dei vescovi
Si omettono i periodi di sede vacante non superiori ai 2 anni o non storicamente accertati.
- Franz Hengsbach † (18 novembre 1957 - 21 febbraio 1991 ritirato)
- Hubert Luthe † (18 dicembre 1991 - 22 maggio 2002 ritirato)
- Felix Genn (4 aprile 2003 - 19 dicembre 2008 nominato vescovo di Münster)
- Franz-Josef Overbeck, dal 28 ottobre 2009

## Statistiche
La diocesi nel 2021 su una popolazione di 2.545.540 persone contava 778.470 battezzati, corrispondenti al 30,6% del totale.
| anno | popolazione | popolazione | popolazione | presbiteri | presbiteri | presbiteri | presbiteri                | diaconi | religiosi | religiosi | parrocchie |
| anno | battezzati  | totale      | %           | numero     | secolari   | regolari   | battezzati per presbitero | diaconi | uomini    | donne     | parrocchie |
| ---- | ----------- | ----------- | ----------- | ---------- | ---------- | ---------- | ------------------------- | ------- | --------- | --------- | ---------- |
| 1970 | 1.335.303   | 3.030.071   | 44,1        | 991        | 818        | 173        | 1.347                     |         | 204       | 2.203     | 232        |
| 1980 | 1.244.808   | 2.813.156   | 44,2        | 988        | 781        | 207        | 1.259                     | 29      | 247       | 1.489     | 348        |
| 1990 | 1.154.526   | 2.750.500   | 42,0        | 824        | 656        | 168        | 1.401                     | 64      | 197       | 964       | 347        |
| 1999 | 1.038.809   | 2.700.666   | 38,5        | 688        | 548        | 140        | 1.509                     | 75      | 164       | 623       | 344        |
| 2000 | 1.023.088   | 2.686.831   | 38,1        | 666        | 533        | 133        | 1.536                     | 74      | 155       | 578       | 341        |
| 2001 | 1.006.394   | 2.672.963   | 37,7        | 654        | 523        | 131        | 1.538                     | 74      | 148       | 489       | 333        |
| 2002 | 988.433     | 2.659.652   | 37,2        | 647        | 515        | 132        | 1.527                     | 74      | 149       | 548       | 321        |
| 2003 | 970.438     | 2.646.480   | 36,7        | 637        | 506        | 131        | 1.523                     | 75      | 150       | 529       | 307        |
| 2004 | 955.651     | 2.633.706   | 36,3        | 636        | 497        | 139        | 1.502                     | 80      | 156       | 546       | 293        |
| 2006 | 930.653     | 2.615.873   | 35,6        | 597        | 473        | 124        | 1.558                     | 79      | 139       | 453       | 281        |
| 2013 | 844.188     | 2.525.313   | 33,4        | 506        | 404        | 102        | 1.668                     | 77      | 118       | 387       | 43         |
| 2016 | 817.600     | 2.485.839   | 32,9        | 445        | 362        | 83         | 1.837                     | 80      | 107       | 303       | 42         |
| 2019 | 775.280     | 2.535.215   | 30,6        | 410        | 328        | 82         | 1.890                     | 79      | 94        | 301       | 42         |
| 2021 | 778.470     | 2.545.540   | 30,6        | 381        | 300        | 81         | 2.043                     | 67      | 92        | 238       | 42         |

## Galleria d'immagini

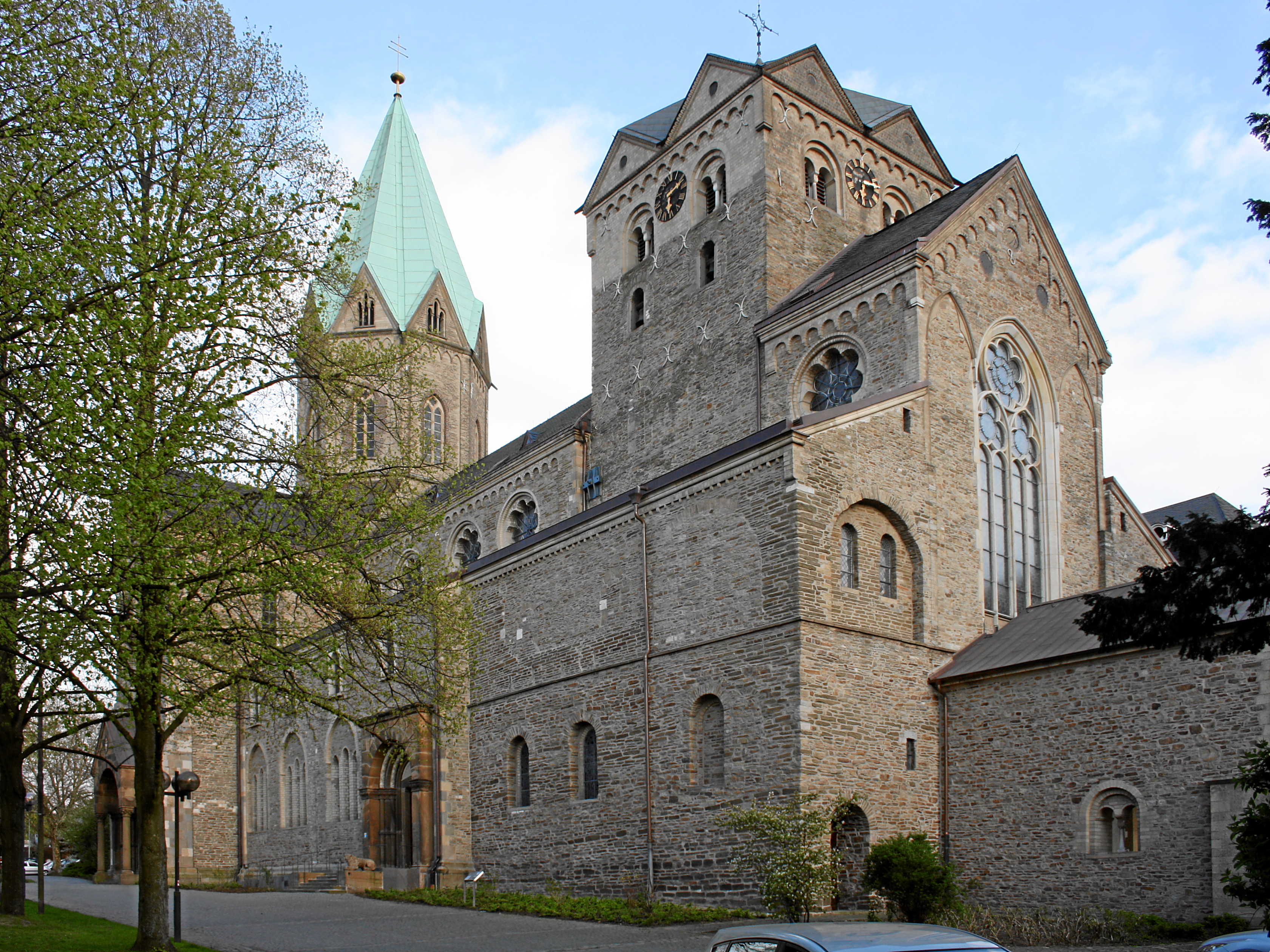
La basilica minore di San Ludgero a Essen
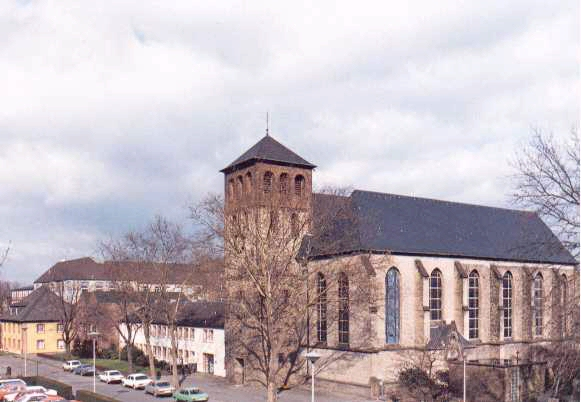
L'abbazia premostratense di Hamborn
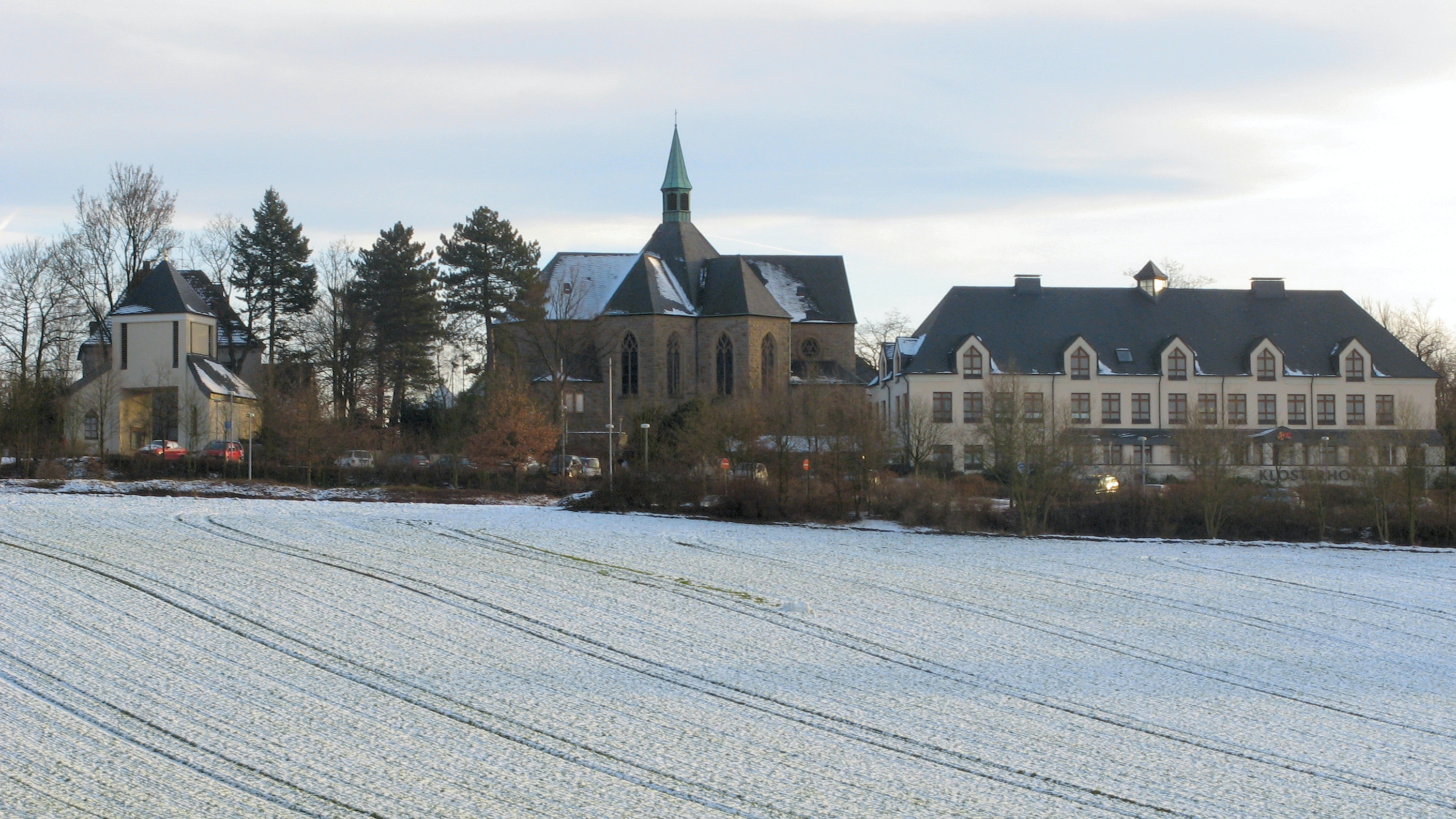
L'abbazia cistercense di Bochum